# 沃德灣 (阿拉斯加州)
沃德灣（英語：Ward Cove）是位於美國阿拉斯加州克奇坎門自治市鎮的一個非建制地區。該地的面積和人口皆未知。

## 地理
沃德灣的座標為55°24′43″N 131°43′22″W / 55.41194°N 131.72278°W，而該地的平均海拔高度為50米（即164英尺）。